# José Ramón Álvarez Rendueles
José Ramón Álvarez-Rendueles Médine, né à Gijón, ancienne Province d'Oviedo (es), le 17 juin 1940, est un économiste espagnol. En 1978, en pleine transition démocratique, il devient à 38 ans, le plus jeune gouverneur de la Banque d'Espagne de l'histoire.

## Biographie
Avocat ainsi que titulaire d'un doctorat en sciences économiques de l'Université complutense de Madrid, il commence en tant que maître de conférences à l'École de Gijón.
En 1964, il rejoint le corps supérieur des techniciens commerciaux et économistes de l'État, et est professeur d'université depuis 1973.
Il est ensuite directeur des études du Plan de Développement (1970-1973), secrétaire technique et sous-secrétaire du ministre du commerce (es) (1973-1976), secrétaire d'État à l'Économie (1977-1978), puis gouverneur de la Banque d'Espagne (1978-1984) avant de finir président de la banque Zaragozano (es) (1986-1997).
Dans le monde des affaires asturien, il a été président des chantiers navals Juliana Constructora Gijonesa et administrateur des entreprises Uninsa (es) (Union des entreprises sidérurgiques asturiennes dissoute en 1973), Ensidesa (es) (Compagnie sidérurgique nationale) et Hunosa, une entreprise d'extraction minière critiquée pour ses conséquences sur la santé des travailleurs durant la période franquiste. Il a été le premier président de la Fondation pour la Recherche Scientifique et Technique (FICYT) de la principauté des Asturies.
Professeur de finances publiques à l'Université autonome de Madrid, Álvarez-Rendueles, patron de diverses fondations, a obtenu la vice-présidence mondiale du groupe sidérurgique européen aujourd'hui disparu Arcelor, et la présidence du groupe sidérurgique Aceralia (1997) et de Peugeot Espagne, en étant nommé aussi conseiller d'Asturiana de Zinc (es), de la multinationale suisse Holcim, l'un des plus grands producteurs mondiaux de ciment, ainsi que de la compagnie d'assurance Sanitas (es) dans laquelle actuellement il est président,. Entre 1977 et 1978, il est secrétaire d'État pour la Coordination et Programmation Économiques.
Élu président de la Fondation prince des Asturies en mars 1995, il occupe cette charge jusqu'à avril 2008, remplacé par un autre économiste de formation, Matías Rodríguez Inciarte, homme politique, banquier et homme d'affaires.
Il est correspondant académique pour Madrid dans la Académie Royale de Sciences Économiques et Financières (es) depuis 1986.

## Récompenses
Entre autres décorations, il possède la grande croix de l'Ordre du Mérite civil espagnole, la Légion d'honneur française, le grade de Cavalier de la Grande Croix de l'Ordre au Mérite de la République Italienne (1980), l'Ordre national de la Croix du Sud (Brésil), la Couronne de Chêne du Luxembourg et la Grande Croix de l'Ordre d'Isabelle la Catholique.
Il est aussi fils préféré des Asturies.